# Salvatore Maira
Salvatore Maira (* 20. September 1947 in San Cataldo) ist ein italienischer Filmregisseur und Drehbuchautor.

## Leben
Maira erlangte den Abschluss in Literaturwissenschaften und Philosophie und wirkte dann als Dozent für italienische Literatur an der Universität Rom. Er schrieb Artikel und Aufsätze und realisierte audiovisuelle Medien. 1976 debütierte er als Regisseur eines Fernsehfilms; später schrieb er ein Drehbuch für Andrea Frezza. Schließlich begann er 1991 mit einer Reihe von Kinofilmen, die Frauenfiguren in unterschiedlichen Epochen und mit je eigenen persönlichen und gesellschaftlichen Problemen in den Mittelpunkt ihrer Handlung stellten – - Riflessi in un cielo scuro beschreibt den Weg aus der Drogen- und Alkoholabhängigkeit, Donne in un giorno di festa das Thema Religion, Amor nello specchio spielt im Mittelalter. Im neuen Jahrtausend wandte sich Maira dem Dokumentarfilm zu; erst 2007 erschien mit Valzer wieder ein Spielfilm. Er wurde mehrfach ausgezeichnet, u. a. für die beste Hauptdarstellerin mit dem Premio Pasinetti.

## Filmografie (Auswahl)
- 1991: Riflessi in un cielo scuro
- 1993: Donne in un giorno di festa
- 1999: Amor nello specchio
- 2007: Valzer